# Maciej Jędrzejowczyk
Maciej Jędrzejowczyk (zm. 1638) – drukarz krakowski pochodzący z Jędrzejowa.

## Życiorys
Od 1606 zarządzał Drukarnią Łazarzową, którą nabył od synów Januszowskiego. Swoje druki zaczął firmować w 1618. Za bezprawne wydanie kalendarza Niklaszewskiego i "paszkwilu" Starowolskiego musiał w 1616 dwukrotnie stawiać się przed sądem rektorskim Akademii Krakowskiej. Jako pierwszy drukował dzieła wydawane kosztem fundacji Nowodworskiego. Wydawał m.in. pisma Szymona Starowolskiego i Sebastiana Petrycego. W 1638 drukarnię Jędrzejowczyka przejął jego zięć Walerian Piątkowski.